# 荒尾光政

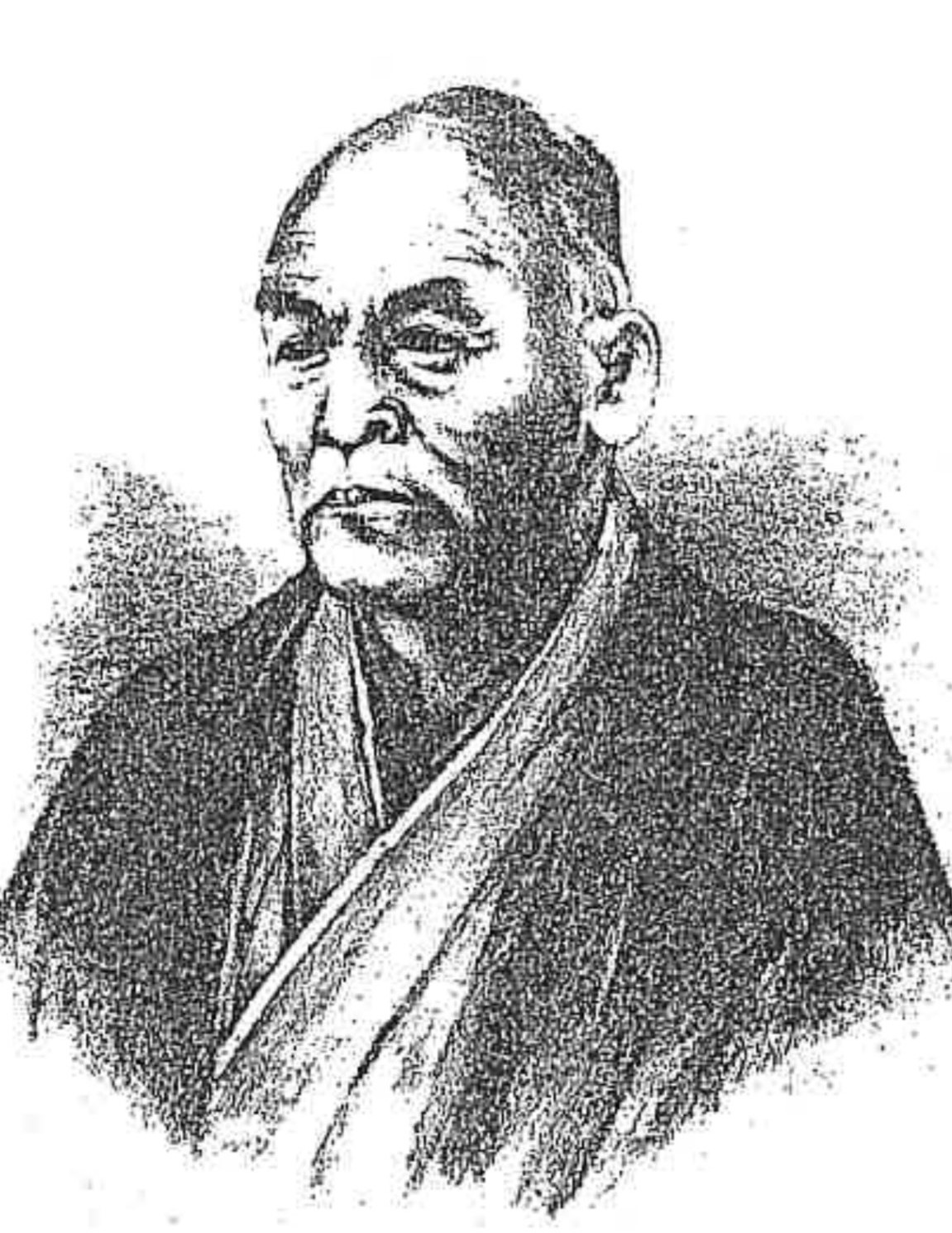
荒尾光政　肖像画　「鏡心流元祖荒尾先生傳全」所収

荒尾 光政（あらお みつまさ、天保3年10月12日（1832年11月4日）-明治36年（ 1903年）5月6日）は、幕末の剣豪。剣術の流派、鏡心流の創始者。
　千葉の北辰一刀流、桃井春蔵の鏡心明智流、宝蔵院流高田派槍術等の諸武術流派をそれぞれ免許皆伝した上で鏡心流を創り出した。
　鏡心流は幕末の混乱期を背景にあみだされた剣の奥義を極めた実戦本意の剣術。抜刀術等も含み、「心ヲ以テ鏡トナスベク　鏡ヲ以テ心トナスベシ」秘剣の術、と伝承されている。

## 生涯
関宿藩士（奥家老）大坪正邦と同藩大野か袮子の次男として天保3年10月12日（1832年11月4日）、関宿藩上屋敷の江戸箱崎邸で生まれる。幼名は次郎、のちに粛（すすむ）。諱は光政。抑傍軒と号する。後に祖父の姓「荒尾」を継ぐ。

　2歳の時、父が死去。7歳より、藩校教倫館へ入る（当時、教倫館は藩儒・亀田鶯谷の管理下にあり、頭取として光政の叔父にあたる成石修輔がいた）。

　9歳から同藩心流師範の荒木又八より剣術を学ぶ。12歳で宝蔵院師範・近藤勘兵衛より槍術を学び、14歳で目録伝授並となる。

　嘉永3年5月5日（1850年6月22日）、18歳で藩小姓役となり、出府。江戸屈指の鏡心明智流剣士桃井春蔵の士学館門人となった。当時、関宿藩の剣法の主流は打ち合いの少ない「古流」と呼ばれるもので、光政自身も、他藩が取り入れはじめていた長竹刀を用いたより実戦的な「新流」への切り替えを模索していた。

　安政2年（1864年）6月より、田口修平に西洋砲術を学び、免許を受けている。

　安政3年10月9日（1856年11月7日）、「新流」学習の進捗を確認するべく、関宿藩主久世広周臨席の上屋敷庭前にて、伺候の淺山一傳流の指南役との試合に臨み、これに打ち勝った。大いに驚いた広周は千葉・桃井双方に視察者を送り込んでその実力をはかり、やがて千葉一門玄武館の千葉栄次郎を招聘して、上屋敷に稽古場を設け、北辰一刀流を藩士に教授させることになる。

　安政4年（1857年）、広周により小姓役に抜擢され、家禄（200石）に加え100石を下賜された。

　万延元年（1860年）古河藩医河口信任の長女満喜子と婚姻（河口信任は近代解剖医学の祖として著名である）。

　また、正月より、平井覚右衛門より心當水流柔術を教授された。

　同年、藩の小姓方道具番槍守護として、江戸在勤となる。

　文久2年1月15日（1862年2月13日）、水戸浪士による老中安藤信正への襲撃事件（坂下門外の変）が起こる。光政は広周登城の警護隊列に加わっており、間近で事件を目撃した。この時、実戦本意の剣術必須と実感したという。事件をきっかけとして水戸藩と関係の深かった千葉は役目を辞すこととなり、かわって、桃井が藩道場に招聘さるようになった。

　坂下門外の変後、安藤とともに広周は隠居（後永蟄居）となり、広文の代となる。

　慶応元年（1865年）12月１3日、桃井春蔵の市谷田町での稽古納めに帯同し、深更に至って帰還の途上、市中見回り中の新徴組に遭遇する。桃井一行は道を譲ろうとするが、新徴組が高圧的言動で対応したため、光政も刀に手をかけ、あわや抜刀寸前の事態となったが、桃井が毅然とした姿勢を崩さなかったため新徴組側か折れる結果となつた。。(前日には新徴組による旗本切捨事件が起きている)

　光政が関宿へ戻ることとなり、桃井春蔵より、目録並びに免許を受けたが、「我技ハ未斯クノ如キ域ニ達セズ。今ニシテコレヲ受ケバ、却テ恩師ノ名ヲ汚サン事アルヲ恐ル」としてこれを固辞した。

　慶応4年（1868年）、大政奉還から鳥羽伏見の戦いへと情勢が大きく変わる中、藩主広文には上京命令が出されていたが、「若年と病気」のため、家老・亀井清左衛門が代参することになる。光政はこれに「会計方及ビ周旋方」として随従し、2月10日京都に入る。

　4月～閏4月の久世騒動にあたって、事態収集のため亀井は関宿へ帰還するが、光政は京にとどまり、他藩の者と接触し情報収集にあたる。「此ノ時ニ當リテハ、白刃相交ハルノ下二立ツノ危機アルト共ニ、祇園ノ花柳ニ胡蝶ノ夢ヲ買ヒ、四条ノ納涼ニ豪華ヲ競フノ洒落アリ。顧レバ先生畢生ノ最大快事、恐クハ此際ニナリシアラン」（「鏡心流元祖　荒尾先生傳　全」）。

　明治2年2月には職を辞し、関宿へ帰還し、教倫館教授として勤務。3月からは目付役となり、4月に起きた杉山対軒殺害事件の検視を担当した。

　その後、版籍奉還によって、新政府の管制に移行するが、ここでも8月に監察兼刑法判司、12月司民大属、明治3年8月司計大属、と文官職を歴任した。しかし剣術の教授に専念するため、諸役を辞し、10月12日より、荒木又八の後を継いで藩校師範となる。

　この間学んだ様々の流派を参照して心鏡流を開き、他藩との交流試合も頻繁に行った。

　明治4年廃藩置県以後、武芸の廃れるに従って生活に困窮したため、刀を売ったり、商売を試みるなど「奇談」の時期を経験したが、明治12年11月、住まいを境町に移してからは文筆業をもっぱらとしながら、自身の剣術を広めるため興行物として各地の撃剣会をめぐる。

　明治13年、栃木に「存武社」が設立されると、教授として招聘された。そして明治18年12月、境に自ら「演武館」を創設、その館主として後輩の育成に努めた。

　
　明治36年（1903年）5月6日死去。享年72歳。菩提寺の吉祥院（新吉町）には水戸佐々木撰、北条時雨書、光政の「碑」（明治42年11月中旬）が建立されている

## 人物
同じく関宿藩士の父（鈴木由哲）をもつ終戦内閣総理大臣鈴木貫太郎とは、氏が幼少時よりの知己であり交流があった。